# Vitanovice (Slapsko)
Vitanovice (v letech 1921–2000 Vítanovice, německy Witanowitz) jsou malá vesnice, část obce Slapsko v okrese Tábor v Jihočeském kraji. Nachází se asi jeden kilometr severně od Slapska. Je zde evidováno 24 adres. V roce 2011 zde trvale žilo 45 obyvatel. Osadou protéká Slupský potok, který je levostranným přítokem řeky Blanice.
Vitanovice leží v katastrálním území Slapsko o výměře 6,54 km2.

## Historie
První písemná zmínka o vesnici pochází z roku 1361.

## Obyvatelstvo
| Rok            | 1869 | 1880 | 1890 | 1900 | 1910 | 1921 | 1930 | 1950 | 1961 | 1970 | 1980 | 1991 | 2001 | 2011 | 2021 |
| -------------- | ---- | ---- | ---- | ---- | ---- | ---- | ---- | ---- | ---- | ---- | ---- | ---- | ---- | ---- | ---- |
| Počet obyvatel | 62   | 79   | 70   | 75   | 74   | 89   | 61   | 35   | 46   | 39   | 39   | 27   | 21   | 37   | 24   |
| Počet domů     | 10   | 9    | 9    | 9    | 8    | 8    | 11   | 10   | 7    | 7    | 10   | 12   | 8    | 10   | 9    |

## Obecní správa
Při sčítání lidu v letech 1850–1960 Vitanovice byly osadou obce Vrcholtovice, se kterým patřily nejprve do okresu Tábor, ale v roce 1950 v okrese Votice. V letech 1961–1974 byly částí obce Slapsko v okrese Tábor. Od 1. ledna 1975 do 23. listopadu 1990 byly částí obce Oldřichov v okrese Tábor. Od 24. listopadu 1990 jsou opět částí obce Slapsko v okrese Tábor.

## Galerie

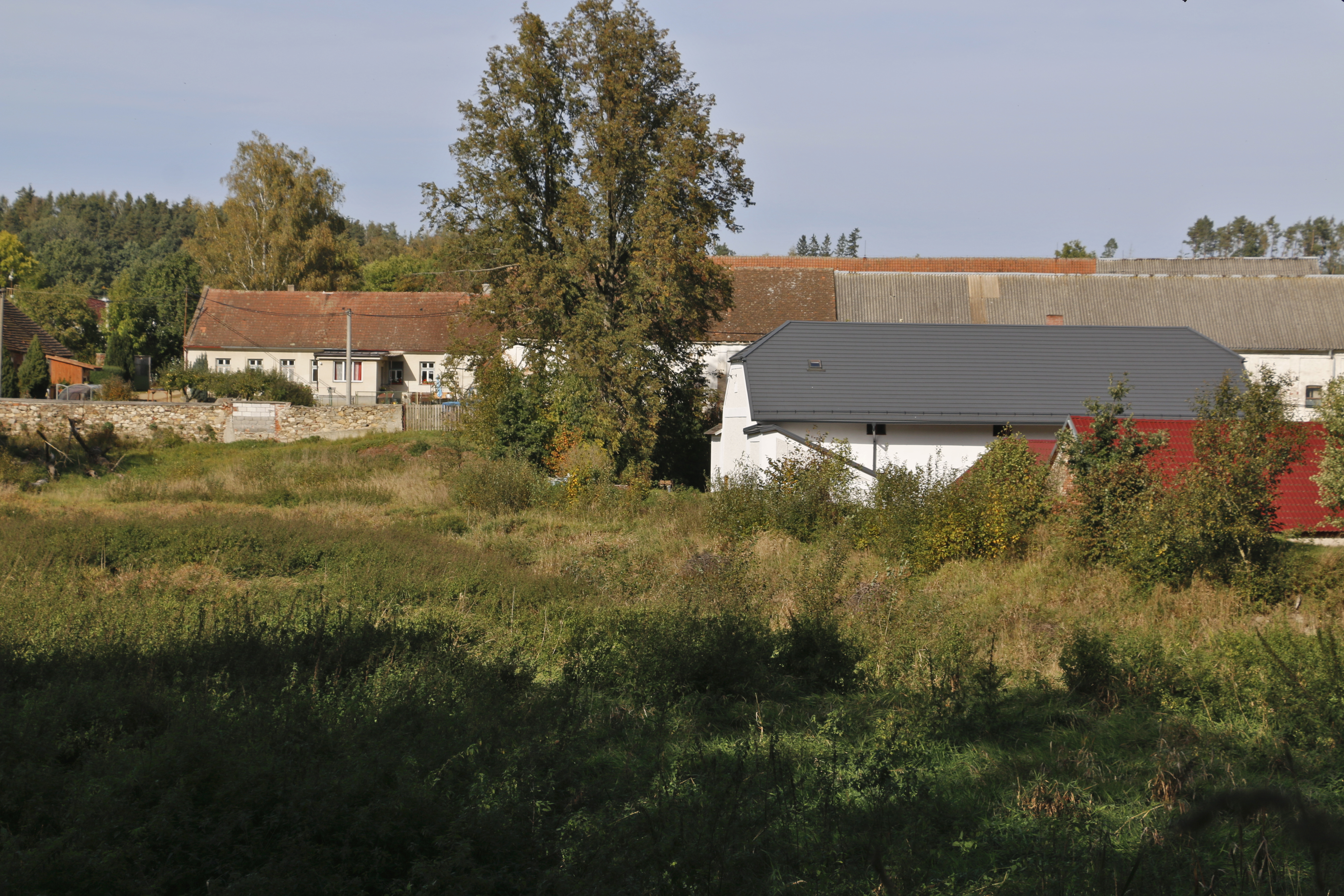
Vesnice od jihu
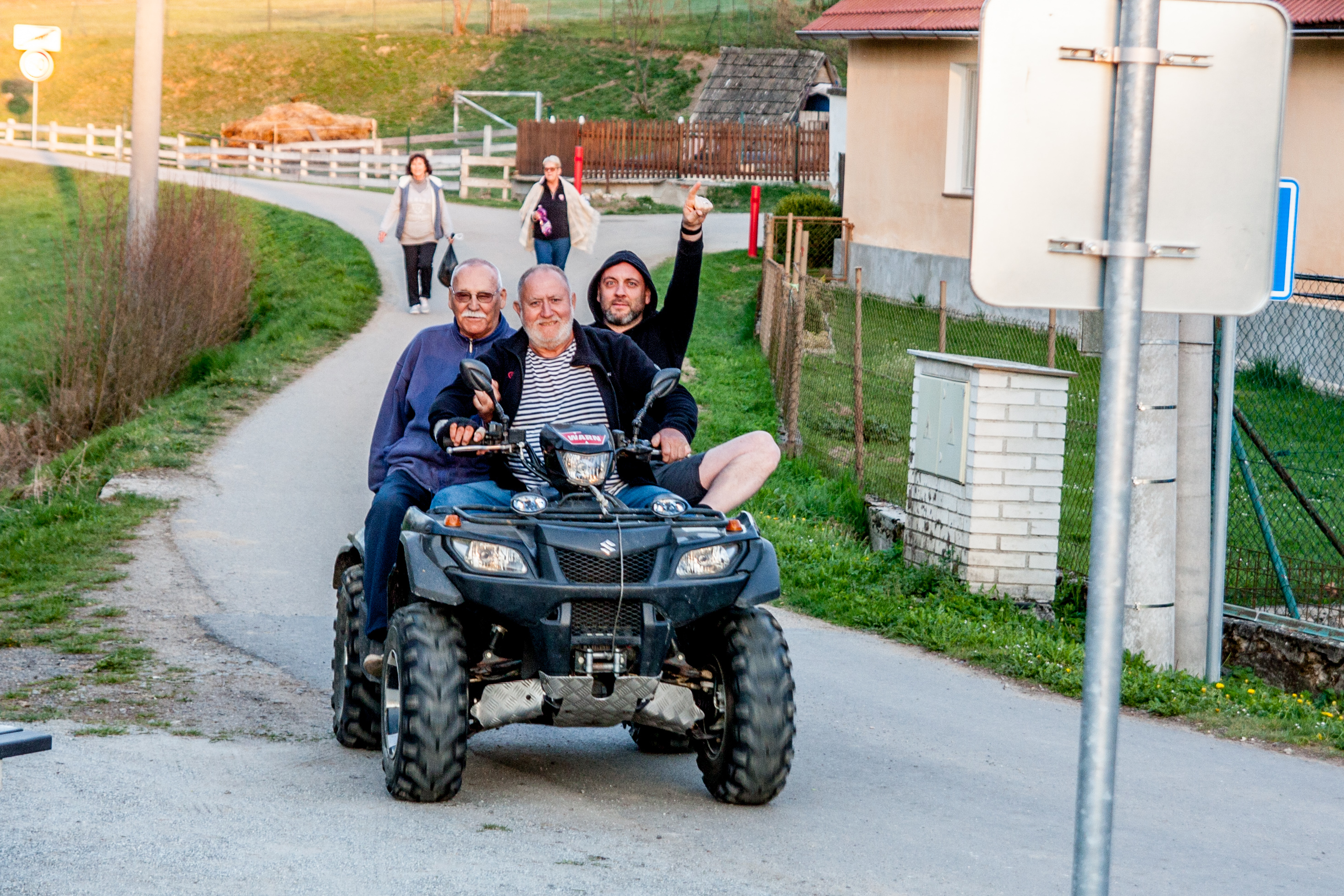
Obyvatelé Vitanovic na čtyřkolce (2019)
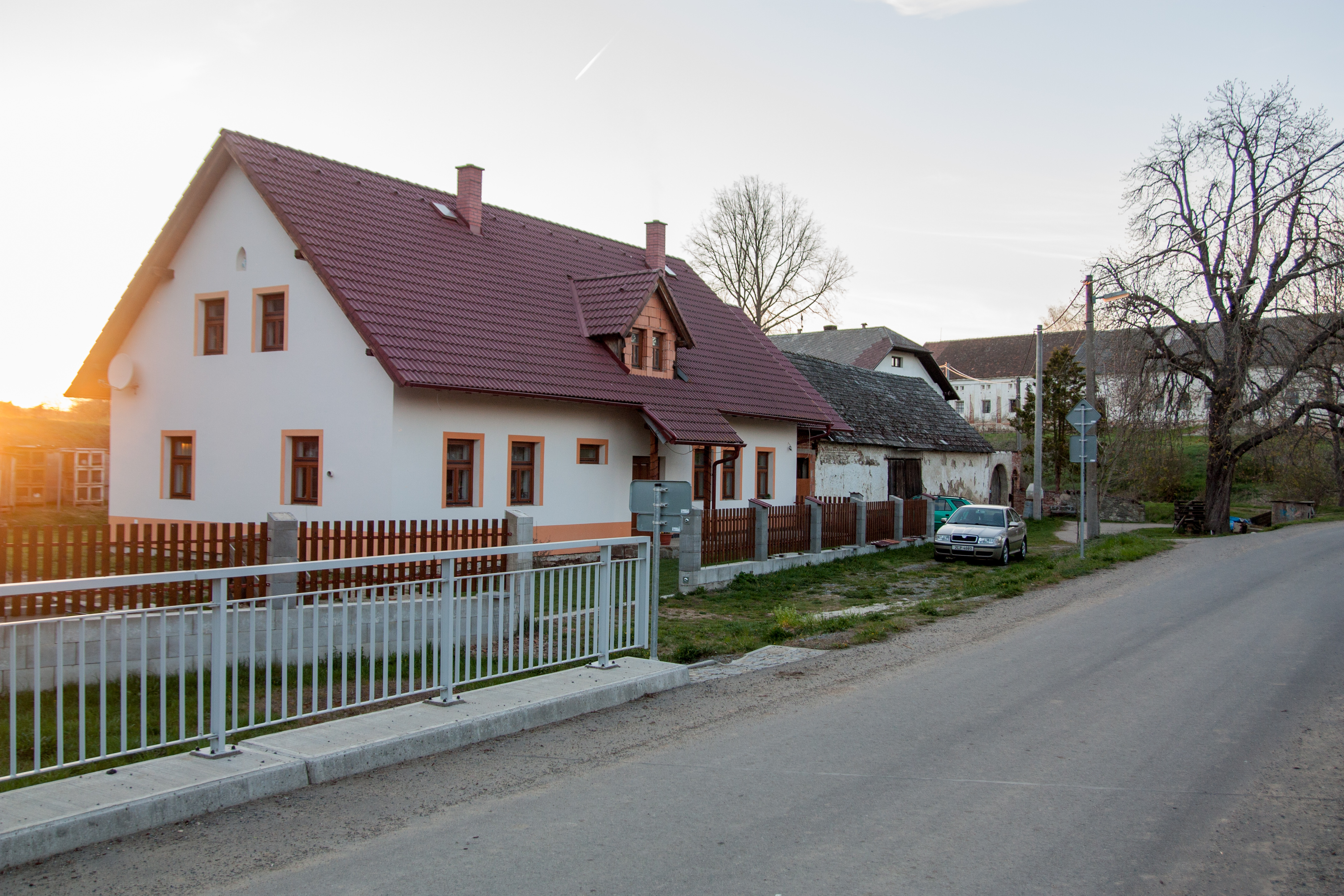
Dům
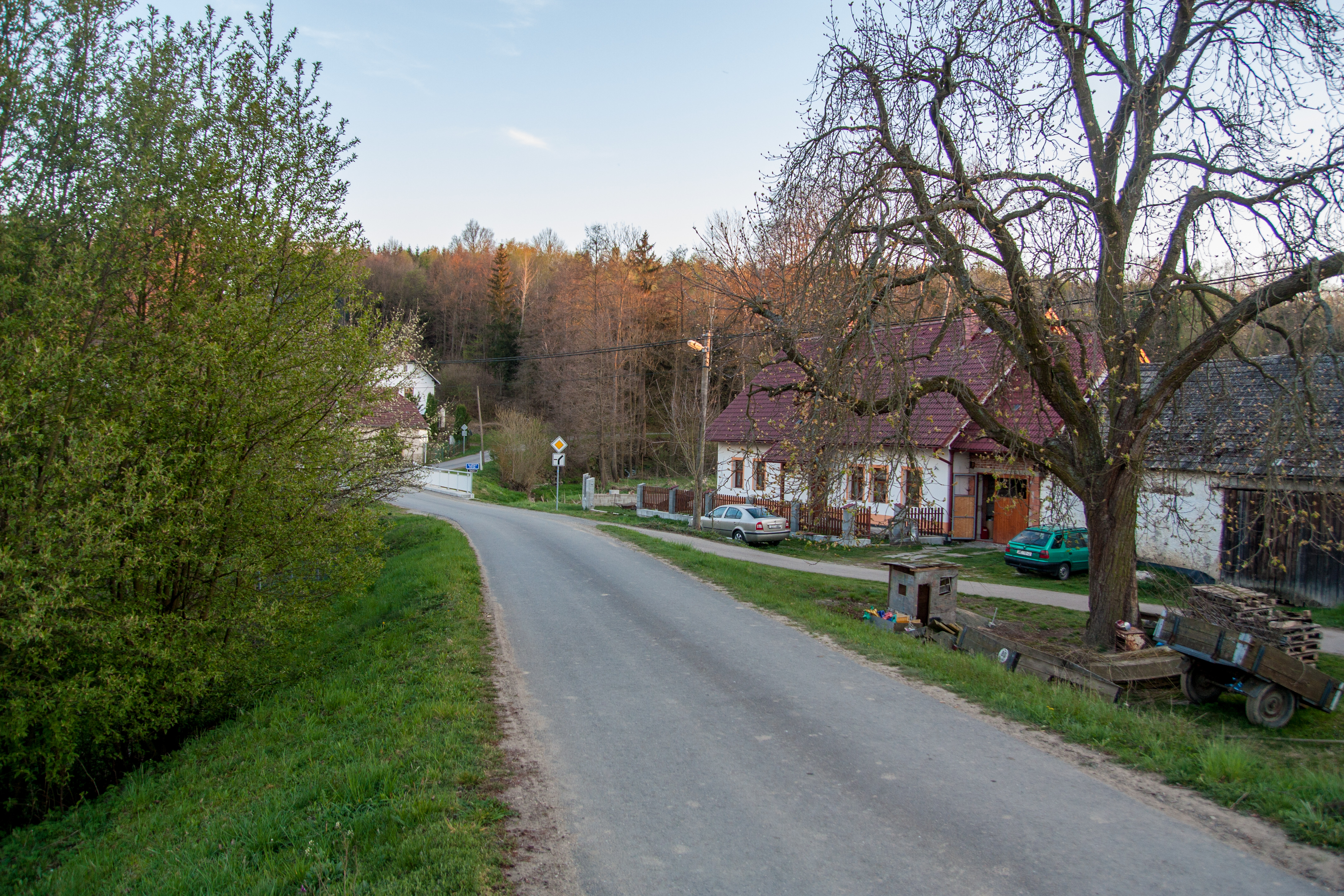
Cesta